# Debora Attanasio
Debora Attanasio (Roma, 5 marzo 1967) è una scrittrice e giornalista italiana nota anche per essere stata la segretaria di Riccardo Schicchi.

## Biografia
Cresciuta a Roma, ha studiato Lettere e Storia e si è poi laureata in Scienze della Comunicazione, mentre lavorava come segretaria di Riccardo Schicchi dal 1992 al 2002. Membro dell'Ordine dei giornalisti dal 2006, ha scritto articoli per Marie Claire, Leggo, Panorama, GQ, TuStyle, Eva 3000 e altre testate.
Tra il 2004 e il 2005 ha pubblicato due libri insieme a Patrizia D'Agostino, Mollo tutto e... divento un pornodivo nel 2004 e Come vivere con un uomo e riuscire ad essere felici nel 2005.
Nel 2011 pubblica il libro Di necessità virtù! Manuale di sopravvivenza domestica in tempo di crisi con la collaborazione di Paolo Bombara. L'anno successivo pubblica Love Box - 365 buone ragioni per fare l'amore tutto l'anno.
Nel 2013 pubblica per Sperling & Kupfer, del Gruppo Mondadori, il romanzo autobiografico Non dite alla mamma che faccio la segretaria - Memorie di una ragazza normale alla corte del re dell'hard.
Nel 2016 prende parte a Cicciolina. L'arte dello scandalo, docufilm per la regia di Alessandro Melazzini; mentre nel 2023 prende parte a Essere Moana - Segreti e misteri, docuserie sulla vita di Moana Pozzi, per la regia di Alessandro Galluzzi, Flavia Triggiani e Marina Loi.
Nel 2019, mentre collaborava con la giornalista sotto scorta Federica Angeli, per la quale aveva indetto una petizione allo scopo di ripristinarne il volto su un murales ufficiale a Ostia, è stata vittima di una intimidazione da parte di sconosciuti mai identificati che hanno tagliato i freni della sua auto e di quella del padre. Per questo episodio ha ricevuto la solidarietà dal mondo sindacale, politico e dell'associazionismo del giornalismo e della lotta alle mafie. 
Dal suo romanzo Non dite alla mamma che faccio la segretaria nel 2024 viene tratto il lungometraggio Diva Futura per la regia di Giulia Louise Steigerwalt, candidato al Leone d'oro alla 81ª Mostra internazionale d'arte cinematografica di Venezia. Nel film il suo personaggio è interpretato da Barbara Ronchi.
Pochi giorni dopo con l'uscita del film al cinema, il romanzo autobiografico, Non dite alla mamma che faccio la segretaria, è stato ripubblicato dalla casa editrice Sonzogno, con due nuovi capitoli inediti e il titolo Diva Futura. Nello stesso arco temporale per il 30º anniversario dalla prima pubblicazione avvenuta nel 1995, nel 2025 viene pubblicata una nuova edizione, a cura di Éva Henger per la MTS Edizioni, di Oltraggio al pudore di Riccardo Schicchi con prefazione di Debora Attanasio e postfazione di Éva Henger.

## Nella cultura di massa

### Cinema
- Diva Futura, regia di Giulia Louise Steigerwalt (2024) – Debora Attanasio è interpretata da Barbara Ronchi

## Sceneggiatrice
- Diva Futura, regia di Giulia Louise Steigerwalt (2024) – tratto dal libro Non dite alla mamma che faccio la segretaria di Debora Attanasio

## Libri
- Debora Attanasio e Patrizia D'Agostino, Mollo tutto e... divento un pornodivo, L'Airone Editrice Roma, 2004, ISBN 8879447122.
- Debora Attanasio e Patrizia D'Agostino, Come vivere con un uomo e riuscire ad essere felici, L'Airone Editrice Roma, 2005, ISBN 887944803X.
- Debora Attanasio, Di necessità virtù! Manuale di sopravvivenza domestica in tempo di crisi, con la collaborazione di Paolo Bombara, L'Airone Editrice Roma, 2011, ISBN 978-8864421094.
- Debora Attanasio, Love Box - 365 buone ragioni per fare l'amore tutto l'anno, L'Airone Editrice Roma, 2012, ISBN 9788864420967.
- Debora Attanasio, Non dite alla mamma che faccio la segretaria - Memorie di una ragazza normale alla corte del re dell'hard, Sperling & Kupfer, 2013, ISBN 8820054671.
- Debora Attanasio, Diva Futura, Sonzogno, 2025, ISBN 9788845427206.
- Riccardo Schicchi, Oltraggio al pudore, a cura di Éva Henger, prefazione di Debora Attanasio, postfazione di Éva Henger, MTS Edizioni, 2025  [1995], ISBN 1281849162.

## Filmografia
- Cicciolina. L'arte dello scandalo, regia di Alessandro Melazzini (2016) – docufilm
- Essere Moana - Segreti e misteri, regia di Alessandro Galluzzi, Flavia Triggiani e Marina Loi (2023) – docuserie